# Nikon FM3A

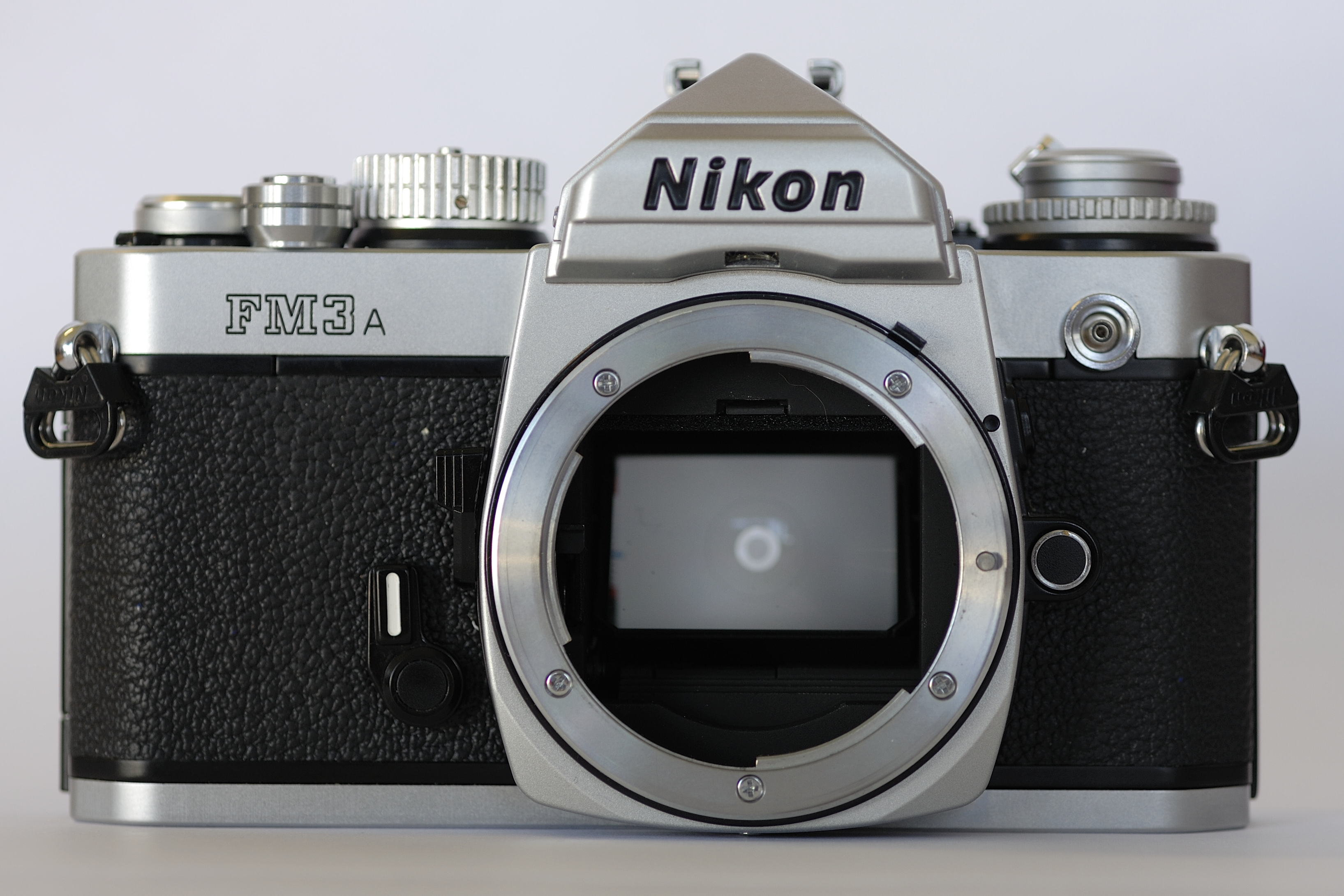
Nikon FM3A

La Nikon FM3A es una cámara reflex de 35mm, de objetivos intercambiables, con obturador de plano focal híbrido. Fue fabricada por Nikon Corporation entre 2001 y 2006. Estaba disponible en dos acabados, negro y cromado. Es el último modelo de la excelente familia de cámaras FM, precedida por la Nikon FM y la Nikon FM2.

## Características
Su principal novedad es el obturador híbrido, ya que funciona de modo mecánico e independiente de alimentación por baterías como en sus predecesoras, y de modo electrónico (automático) y dependiente de la batería. Podemos ver este modelo como una fusión de las series FM y FE. El obturador está construido de laminillas de aluminio, como el de la última versión de la Nikon FM2, y funciona en el rango de 1s. a 1/4000s y modo B (Bulb).
Utiliza una batería de 3V de tipo CR1/3N, o dos baterías de 1,5V de tipo SR44/LR44. La batería alimenta el fotómetro de la cámara y el obturador cuando funciona en el modo automático.
La información de la exposición en el visor se presenta con un sistema de agujas coincidentes superpuesta a una escala con las velocidades del obturador. La cobertura del visor es del 93% y el factor de ampliación de 0,80x.
Incorpora una ventana en la parte izquierda del respaldo para poder visualizar si la cámara está cargada y el tipo de película que lleva.
Posibilidad de compensar la exposición en +2EV y -2EV en pasos de 1/3.
La sensibilidad de la película se ajusta en el rango de 12 a 6400 ISO, y con el sistema automático DX (25-5000 ISO).